# Dudley Dorival
Dudley Dorival (* 1. September 1975 in Elizabeth, New Jersey) ist ein haitianischer Leichtathlet und Olympiateilnehmer.
1994 gewann Dorival für die USA die Silbermedaille bei den Juniorenweltmeisterschaften im 110-Meter-Hürdenlauf. In den folgenden Jahren steigerte er sich kontinuierlich, aber angesichts der Konkurrenz in den USA konnte er sich nicht für große internationale Ereignisse qualifizieren.
Im Juli 1999 nahm er die Staatsangehörigkeit Haitis an, des Staates, aus dem seine Eltern stammen.
Dudley Dorival belegte bei den Olympischen Spielen 2000 in Sydney Platz 7 im 110-Meter-Hürdenlauf, die erste Endkampfplatzierung eines Haitianers in der Leichtathletik seit 1928. Bei den Olympischen Spielen 2004 in Athen kam er bis ins Halbfinale.
Bei den Hallenweltmeisterschaften 2001 in Lissabon belegte er über 60 Meter Hürden den 7. Platz.
Seine große Stunde schlug dann bei den Weltmeisterschaften 2001 in Edmonton als er hinter Allen Johnson (USA) und Anier García (Kuba) mit seiner persönlichen Bestzeit von 13,25 s die Bronzemedaille gewann. Dies war der erste Gewinn einer Medaille bei weltweiten Meisterschaften in der Leichtathletik für Haiti, seit Silvio Cator bei den Olympischen Spielen 1928 in Amsterdam Silber im Weitsprung gewann.
Bei den Weltmeisterschaften 2003 in Paris, 2005 in Helsinki und 2007 in Osaka scheiterte er wie schon 1999 in Sevilla im Halbfinale.
Bei einer Körpergröße von 1,85 m beträgt sein Wettkampfgewicht 77 kg.